# ダニューブ河の航行制度に関する条約
ダニューブ河の航行制度に関する条約（ダニューブがわのこうこうせいどにかんするじょうやく、仏: Convention relative au régime de la navigation sur le Danube）は、ドナウ川の航行制度および国際管理を定める多国間条約である。
原署名国はソ連、ブルガリア、ハンガリー、ルーマニア、ウクライナ、チェコスロバキア、ユーゴスラビアの7か国。1998年の追加議定書によって一部改正が行われた。

## 構成
- 第1章 - 一般規定
- 第2章 - 組織に関する規定
  - 国際機関としてドナウ川委員会（英語版）を設立する規定が置かれている。
- 第3章 - 航行制度
- 第4章 - 航行を保障するために必要な費用の徴収方法
- 第5章 - 最終規定
- 附属書1 - オーストリアの参加
- 附属書2 - Gabcikovo-Gönyu区域の管理に関する協議の継続

条約と同日に署名された追加議定書は、旧欧州ダニューブ河委員会の取り扱いについて定める。1998年追加議定書には同日付の署名議定書が付属する。